# Cornelis Hobo
Cornelis Hobo (Zuilichem, 4 november 1879 – 9 februari 1965) was een Nederlands politicus. 
Hij werd geboren als zoon van Cornelis Hobo (1845-1915) en Geertje de Kuijper (1843-1912). Hij was ambtenaar ter secretarie bij de gemeente Herwijnen en ging in 1902 als tweede ambtenaar werken bij de gemeente Zaltbommel. Vijf jaar later werd hij benoemd tot gemeentesecretaris van Gameren. Vanaf 1919 was Hobo daar de burgemeester en in 1937 werd hij daarnaast de burgemeester van Zuilichem. Met ingang van 1 januari 1946 werd hem ontslag verleend maar hij zou tot 1952 aanblijven als waarnemend burgemeester van deze gemeenten. Begin 1965 overleed Hobo op 85-jarige leeftijd. 